# فاتح الغربي
فاتح الغربي، من مواليد 12 مارس 1983 في صفاقس، لاعب كرة قدم تونسي دولي. يلعب في خطة الظهير الأيسر. لعب معظم مسيرته في النادي الرياضي الصفاقسي، كقائد للفريق. في يناير 2013، خلال سوق الانتقالات الشتوية، انضم إلى النادي الأفريقي. في ديسمبر 2015، وقع عقدًا لمدة ستة أشهر لصالح نادي المحيط القرقني، والذي أصبح قائدًا له، وأنهى الموسم في المركز الثاني مع فريقه. خلال مرحلة العودة، لعب خمسة عشر مباراة وسجل ركلة جزاء في المباراة التي فاز بها على نادي كرة القدم بالمضيلة (4-1). في 12 يونيو 2008، تم إستدعائه لأول مرة مع المنتخب التونسي في مباراة فازت فيها على بوروندي بنتيجة 1-0.

## النوادي
- 2002-2013 : النادي الرياضي الصفاقسي
- 2013 : النادي الأفريقي
- 2015-2016 : نادي المحيط القرقني

## الألقاب
- كأس الكونفيدرالية الأفريقية (2) :
  - البطل: 2007، 2008
- بطولة أمم أفريقيا للمحليين (1) :
  - البطل: 2011
- كأس العرب للأندية الأبطال (1) :
  - البطل: 2004
- كأس شمال أفريقيا للأندية الفائزة بالكؤوس (1) :
  - البطل: 2009
- الرابطة التونسية المحترفة الأولى لكرة القدم (1) :
  - البطل: 2005
- كأس تونس لكرة القدم (2) :
  - البطل: 2004، 2009
- كأس الرابطة التونسية المحترفة لكرة القدم (1) :
  - البطل: 2003

## المسيرة الدولية

### الأهداف الدولية
| رقم | التاريخ       | الملعب                           | الخصم    | الهدف | النتيحة | المنافسة                        | م     |
| --- | ------------- | -------------------------------- | -------- | ----- | ------- | ------------------------------- | ----- |
| 1.  | 8 سبتمبر 2012 | الملعب الوطني، فريتاون، سيراليون | سيراليون | 1–1   | 2–2     | تصفيات كأس الأمم الأفريقية 2013 | [ 1 ] |

## روابط خارجية
- فاتح الغربي على موقع الاتحاد الدولي (مؤرشف)  (الإنجليزية)
- فاتح الغربي على موقع قاعدة بيانات كرة القدم.إي يو (الإنجليزية)
- فاتح الغربي على موقع ناشيونال فوتبول تيمز (الإنجليزية)
- فاتح الغربي على موقع Soccerway.com (الإنجليزية)